# Acrisure Bounce House
Das Acrisure Bounce House ist ein College-Football-Stadion in Orange County im Bundesstaat Florida, östlich von Orlando. Das Stadion hat eine Postanschrift in Orlando. Es befindet sich auf dem Campus der University of Central Florida (UCF) und ist Austragungsort der Heimspiele des College-Football-Teams der Universität, den UCF Knights (Big 12 Conference). Zudem war das Stadion kurzzeitig die Heimstätte der Orlando Apollos aus der mittlerweile insolventen Alliance of American Football.
Das Stadion wurde 2007 als Ersatz für den Orlando Citrus Bowl in Downtown Orlando errichtet, wo die UCF Knights seit 1979 ihre Heimspiele ausgetragen hatten.

## Geschichte
Anfang 2005 wurde im Auftrag der University of Central Florida eine Machbarkeitsstudie für ein Football-Stadion auf dem Campusgelände durchgeführt. Nachdem diese mit einem positiven Ergebnis abgeschlossen wurde, begann nach einigen Verzögerungen aufgrund von Bedenken von Anwohnern bezüglich fallender Grundstückswerte und Lärmbelästigungen im März 2006 der Bau des zunächst UCF Stadium genannten Stadions.
Nach eineinhalb Jahren Bauzeit wurde das Stadion am 15. September 2007 mit einem Footballspiel zwischen den UCF Knights und den Texas Longhorns eröffnet.
2014 bis 2015 wurde die Anlage für acht Mio. US-Dollar renoviert.

## Namensrechte
Während der Bauphase wurden die Namensrechte des Stadions an den Kabelanbieter Bright House Networks verkauft, der die Anlage in Bright House Networks Stadium umbenannte. 2016 wurde Bright House Networks von Charter Communications übernommen. Da das Unternehmen Spectrum als Handelsnamen für seine Kabeldienste verwendete, wurde die Anlage im April 2017 in Spectrum Stadium umbenannt. Dieser Vertrag über die Namensrechte endete 2020. Nach einem gescheiterten Versuch, einen neuen Vertrag über die Namensrechte abzuschließen, änderte die Universität den Namen des Stadions in den Spitznamen „Bounce House“.
Vor der Football-Saison 2022 wurde ein neuer Vertrag mit FBC Mortgage unterzeichnet und das Stadion im Mai dieses Jahres entsprechend umbenannt. FBC Mortgage benannte sich im Jahr 2025 in Acrisure Mortgage um und der Name des Stadions wurde am 1. Juli in Acrisure Bounce House geändert.

## Galerie

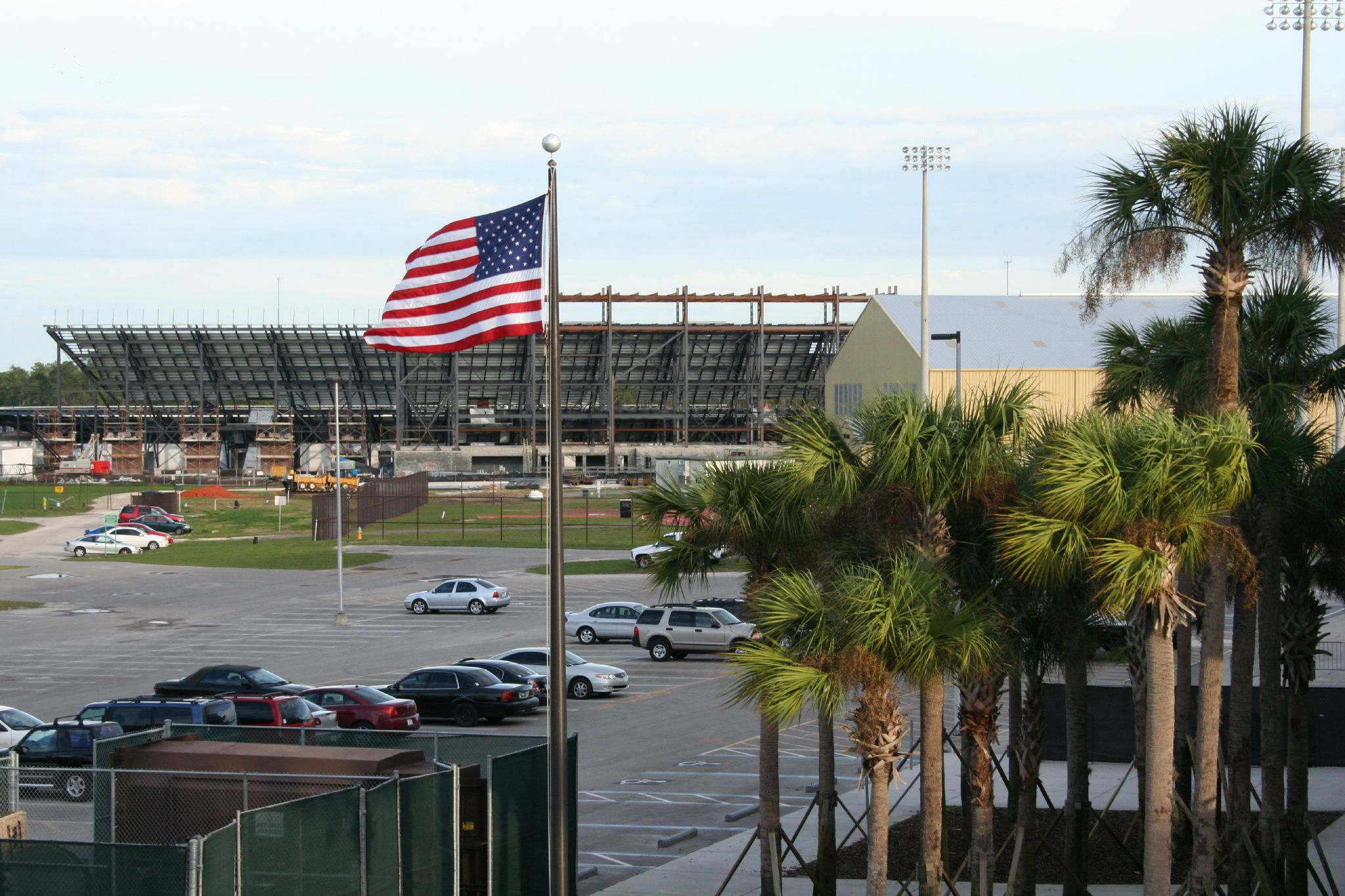
Das im Bau befindliche Stadion im Dezember 2006
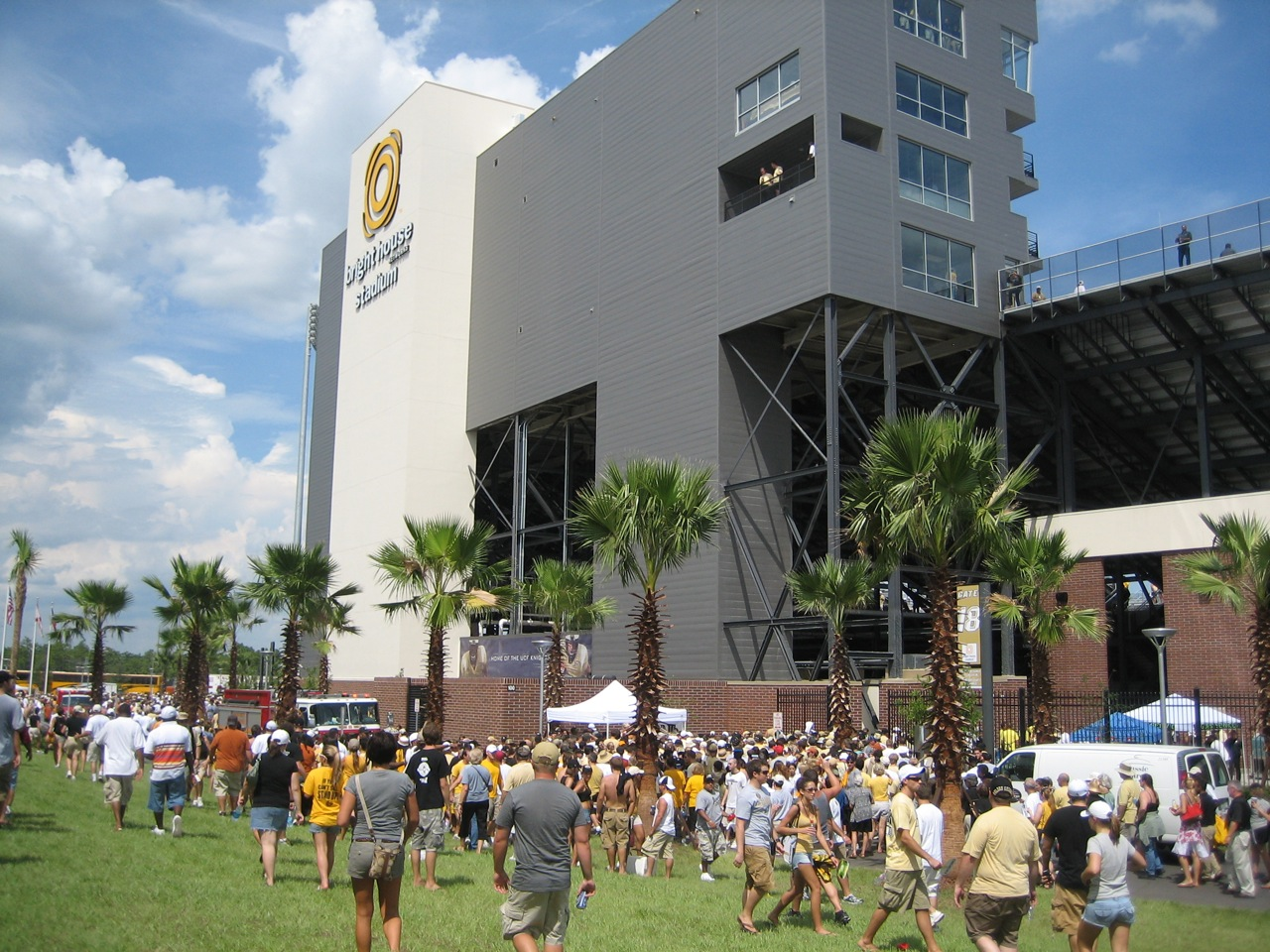
Das Stadion am Eröffnungstag
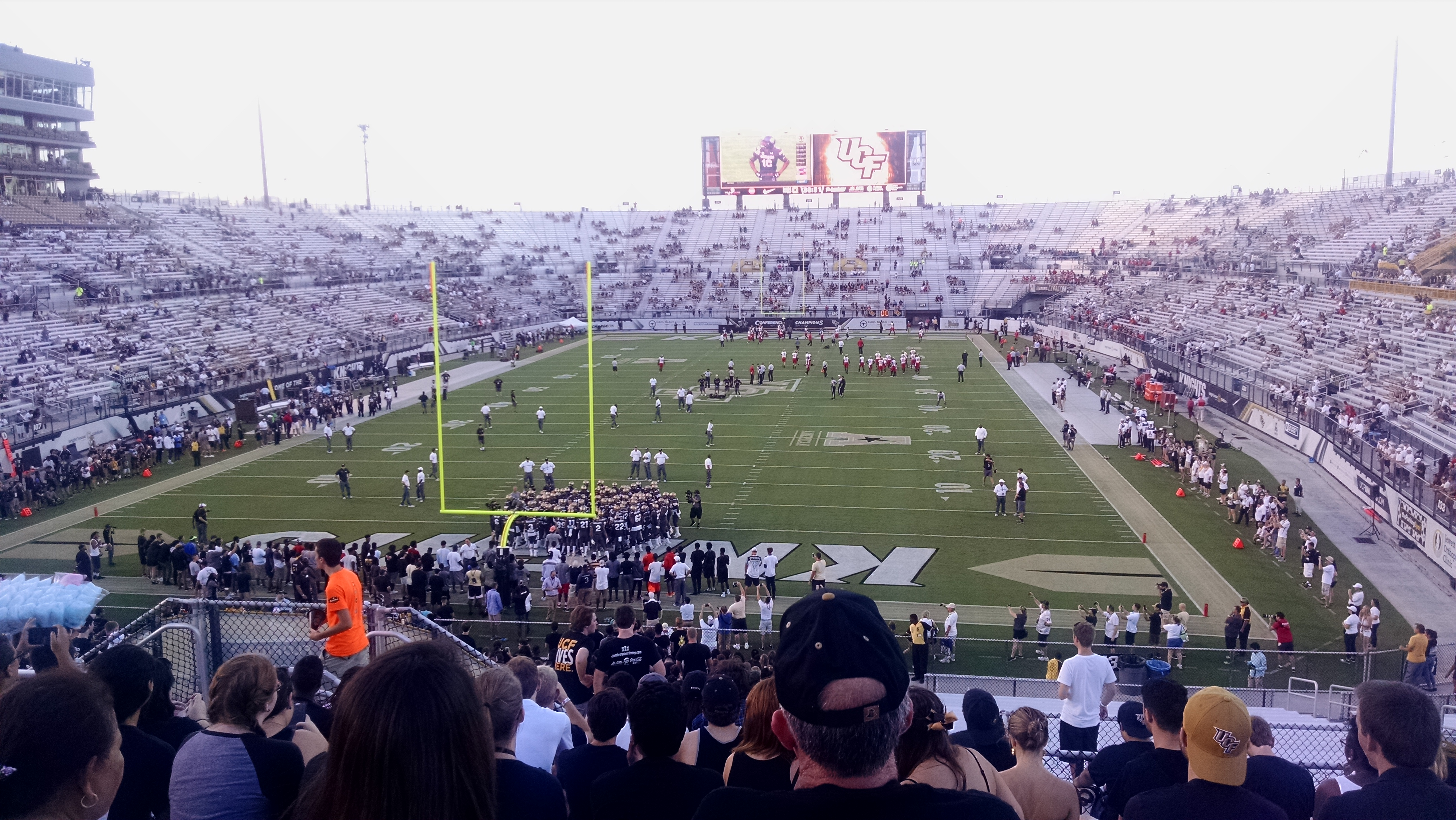
Vor einem Spiel der UCF gegen Maryland am 17. September 2016
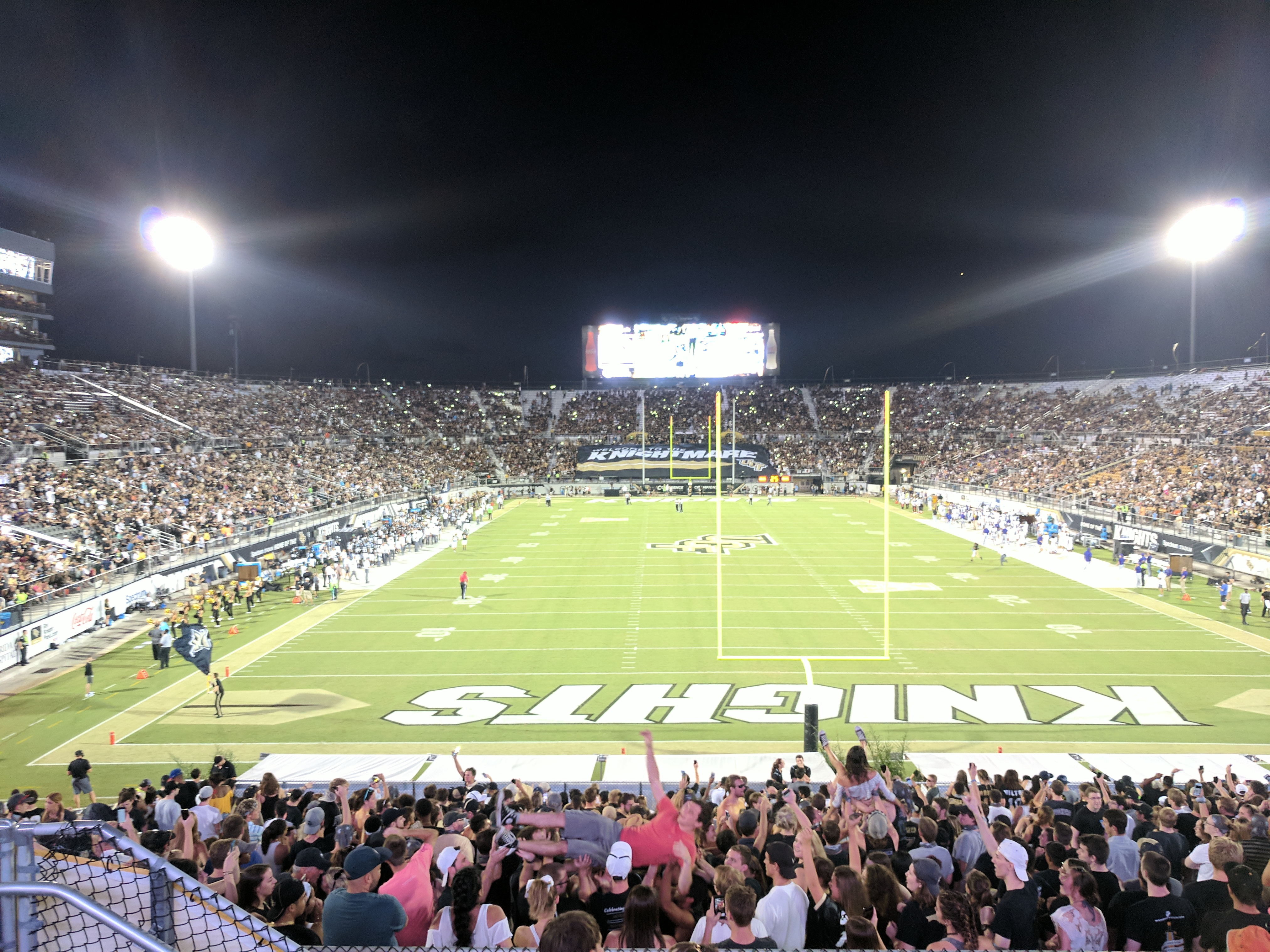
Das Acrisure Bounce House (damals Spectrum Stadium) unter Flutlicht am 14. Oktober 2017